# Aceria plagianthi
Aceria plagianthi är en spindeldjursart som beskrevs av David C.M. Manson 1984. Aceria plagianthi ingår i släktet Aceria och familjen Eriophyidae. Inga underarter finns listade i Catalogue of Life.